# Guvernementet Vjatka
Guvernementet Vjatka var ett guvernement i Kejsardömet Ryssland, 1796-1929.
Det begränsades av guvernementet Vologda i norr, Perm i öster, Ufa och Kazan i söder samt Nizjnij Novgorod och Kostroma i väster. Det hade en yta på 153 658
km 4 062 000 invånare (1915), varav 77,5 procent ryssar,
17,6 procent udmurter och 4,9 procent tatarer. 95,3 procent av befolkningen bekände sig till den rysk-ortodoxa kyrkan och 4,3 procent var muslimer. Läskunnigheten stod lågt och
84 procent var analfabeter. Frånräknades barn under 9 år,
kunde likväl endast 21 procent av befolkningen läsa.
På norra gränsen gick vattendelaren mellan Dvinas och Volgas flodsystem, den s. k. Uvalijryggen. Annars var guvernementet ett mot sydöst svagt lutande slättland, huvudsakligen byggt av permisk sandsten. Dess yta var täckt av moränavlagringar från istiden, till följd varav sjöar och träsk var många. Volgas biflod Karna rinner upp nära nordöstra gränsen, men gör sedan en båge in i guvernementet Perm och bildar slutligen guvernementets gräns i sydöst. Huvudfloden var Karnas biflod från höger Vjatka, som har sin källa nära Karnas i nordöst, men flöt i motsatt riktning och till sig samlar så gott som hela guvernementets vattendrag, över hälften av arealen var upptagen av skog; dock var åkerbruk främsta näringsfånget.
Mer än 3 miljoner hektar stod under sädesodling, och guvernementet var det andra i ordningen i Ryssland i fråga om sädesproduktion. Omkring 89
procent av befolkningen var bönder. I första rummet odlas råg, därnäst vete, havre, korn och potatis,
även lin och hampa. Kreatursstocken var ganska stor och de småvuxna hästarna
hade gott anseende inom Ryssland. Järn och koppar samt något alabaster brytas liksom kalksten. Dessutom upptages bränntorv samt tillverkas slipstenar. Järn-
och kopparsmältverk finnas i ganska stort antal, och maskinindustrien var stadd i utveckling. De främsta järnverken låg invid staden Votinsk. Många garverier och brännerier fanns i det skog- och spannmålsrika landet. I byarna idkades rätt mycken hemslöjd, såsom tillverkning av cigarr- och cigarrettetuier av trä,
träschatull o. d.
Guvernementet indelades i 11 kretsar: Vjatka, Jelabuga, Glazov, Kotelnitj, Malmyzj, Nolinsk, Orlov, Sarapul, Slobodsk, Urzjum och Jaransk.
- Wikimedia Commons har media som rör Guvernementet Vjatka.